# ストロングスタイル
ストロングスタイル（Strong Style）は、プロレスに対する概念、主義、コンセプトの1つである。自分の「感情（怒り）」をレスリングの中で表現するスタイル。アントニオ猪木が提唱して主に新日本プロレスを中心に継承されている。

## 概要
アントニオ猪木は自著である「アントニオ猪木自伝」の中でカール・ゴッチ流のレスリング技術の攻防を見せるスタイルと、力道山流のケンカに近いプロレスの凄みを見せるスタイルを融合させたものが猪木流の「ストロングスタイル」であると述べている。
ゴッチは努力の積み重ねによって強さを身に付け、力道山のプロレスは喧嘩で物凄い怒りを込めた怨念のプロレスと評して、その遺伝子を継承していると自認している。
また、黒いショートタイツと黒いリングシューズ、肘、膝のサポーターなしの組み合わせをもって「ストロングスタイルの象徴」とされており、新日本では多くのヤングライオンがこの組み合わせの姿から出発する。

## 経緯
力道山からジャイアント馬場との待遇の面で差別されていると感じていたアントニオ猪木自身は早い段階から「実力至上主義」のプロレスの実現を目指していたが馬場との直接対決の要求は受け入れられず、新たに立ち上げた東京プロレスは頓挫したため理想のプロレスの実現はなかなかできなかった。
1972年3月6日、猪木が設立した新日本プロレスの旗揚げ戦で行われたカール・ゴッチ戦で手応えを感じた猪木は以後、猪木流の「ストロングスタイル」を前面に打ち出して「いつ何時、誰の挑戦でも受ける」、「プロレスこそ最強の格闘技」と公言するようになり、新日本のプロレスこそ「KING of SPORTS」であると標榜するに至った。
猪木は、これらの主張を世間に認知させるために異種格闘技戦でウィレム・ルスカ（柔道）戦、モハメド・アリ（ボクシング）戦（詳しくは「アントニオ猪木対モハメド・アリ」を参照）、ウィリー・ウィリアムス（空手）戦などを行い実証しようとした。
猪木の考えや一連の行為が「猪木イズム」と称されることもあるが、猪木が逝去した現在の日本のプロレス界において「『ストロングスタイル』を実践しているプロレス団体はどこか」あるいは「『猪木イズム』を継承しているプロレスラーは誰か」については猪木の引退時から議論の分かれるところであり、流動的な現状である。
長州力の手により創設され、崩壊したWJプロレスのキャッチフレーズは「目ん玉飛び出るストロングスタイル」であったが、WJはラリアットなど派手でプロレス的な技を目玉にしており、アントニオ猪木流のストロングスタイルとは異なるものだった。
武藤敬司は、メディアを使って大々的に対立軸やストーリー展開を煽っていく猪木の取り組みを評して「猪木さんのプロレス自体、実はアメリカンプロレスなんだよ」と指摘している。また、新日本のレフェリーやマッチメイカーを担当したミスター高橋は前述の異種格闘技戦は台本や仕掛け、アングルを練った上で進めていたと自著で述べ、実力主義は演出の賜物であると指摘している。
「キング・オブ・ストロングスタイル」の異名を持つ中邑真輔は、ストロングスタイルが海外からどう捉えられているか、と言う質問に対して、アメリカ人レスラーからシュートスタイルと思われることがあると前置きした上で、ボクシングやレスリングのプロも本物だと思う技術に、猪木の提唱する怒りや生の感情を落とし込むスタイルが加わったものだと説明している。
佐山聡は、猪木流の「ストロングスタイル」とは何かという問いに対して「猪木さんのストロングスタイルは、『相手の技を受けてはいけない』んです。もっと言えば、お客さんが『これは受けている』とわかるものはダメということ。だから、すべての動きがナチュラルなんですよ」と答えているほか、自身の初代タイガーマスク時代のムーブについて「やろうと思えば、メキシコのレスラーがやるような華やかさに特化した動きをやることはできましたよ。だけど『アントニオ猪木』の美意識に反する"あり得ない動き"をすることはできませんでした。あくまで格闘技的なアクロバットな動き、理にかなった技ならいいんですが、そうじゃない技はやっちゃいけないと思っていました」と語っている。
しかしながら、2012年12月に週刊プレイボーイの企画で猪木が棚橋弘至と対談した際、ストロングスタイルとはなにか？という話題で、肝心の猪木は「ストロングスタイルっていうのは誰かが言い出したことでね。オレにはわからねえな」と答えたと言う逸話もある。
これと同じような話で、スカパー スポーツライブ+『古舘伊知郎 闘いのワンダーランド〜今だからアントニオ猪木を語る  棚橋弘至編』に出演していた棚橋弘至は、「いやぁ〜、ストロングスタイルには苦しめられましたね」と語り、「僕ら現役レスラーはもうストロングスタイルという言葉に無茶苦茶振り回された」ので「絶対いつか聞いてやろうと思ってて…」という思いを持っていたところ、ある時プロレス写真展が開催された際そこに出席していた棚橋は、同じく出席していたアントニオ猪木にここぞとばかりに直接「猪木さん、ストロングスタイルって何ですか」と聞いたところ、猪木は「そんなの知らねえよ」と答えたという話を番組内で語っていた。

## 雑誌
新日本プロレスが週刊プロレスを取材拒否していた1990年代後半から2000年代に、新日本の情報を扱うスポーツマガジンとして創刊。出版社（発行元）はアスペクト、バウハウス、悠文社と変更されたが発売元は新日本プロレス、編集は一貫してストロングスタイル編集部（西五反田に所在）が担当。デザインのバーニングスタッフなど新日本の試合会場パンフレット制作陣が参加した。
- 1996年 - バウハウスムックとして創刊（雑誌扱いではない書籍）。
- 1998年9月、G1 CLIMAXスペシャル STRONG STYLE - アスペクトムックとして出版。
- 1999年、Strong style10・11東京ドーム大会 : 橋本vs小川戦大展望!号発売、悠文社「Car max別冊」。
- 2001年8月号 - 2001年12月号までは悠文社「ラグビーワールド増刊」として発売[9]。

## シュートスタイル
シュートスタイルは、ヨーロッパ伝統のキャッチ・アズ・キャッチ・キャンに端を発している。

### 概要
ビリー・ライレー・ジムの卒業生などによって継承されていたがアメリカンプロレスを主体とするショー的側面の強いプロレスに興行的には勝てず衰退してしまった。ビリー・ライレー・ジム出身者のカール・ゴッチとビル・ロビンソンは従来のプロレスでシュートマッチを行ってしまい、プロモーターから敬遠されたこともある。
日本以外の国ではアントニオ猪木に端を発したストロングスタイルは佐山聡や前田日明らによってUWFに継承されて（実際には猪木より、ゴッチ色が強い）、UWFの崩壊後にプロフェッショナルレスリング藤原組、UWFインターナショナル、リングス、パンクラス、キングダムなどのいわゆるU系は、アメリカンプロレスとは違う日本独特のスタイルとして認識されている。佐山聡はシュートスタイルを「擬似真剣勝負」と定義した。